# Локкум
Локкум (каз. Лөкқұм) — пески на юге озера Балхаш. Простирается в нижней части рек Аксу и Каратал, с юго-запада на северо-восток, северо-восточнее песков Жаманжал, северо-западнее песков Косшагыл. Средняя высота 340—400 м над уровнем моря. Высота песчаных холмов 3—10 м, в некоторых местах 20—25 м. Локкум состоит из песков степного шпата и песчаного кварца. Растут ковыль, полынь, жузгун, саксаул, у побережья рек — камыш.